# Ghim
Ghim (ギム?) è un personaggio immaginario, uno dei protagonisti del franchise giapponese Record of Lodoss War, ideato da Ryō Mizuno. Ghim è uno dei personaggi principali della serie OAV Record of Lodoss War.

## Il personaggio
Ghim è un anziano ed esperto nano, amico di lunga data di Slayn. Insieme a lui si unisce al gruppo di Parn nel suo viaggio per salvare l'isola di Lodoss, nonostante del gruppo faccia parte anche Deedlit, con cui non riesce proprio andare d'accordo per via di un'inconciliabile incompatibilità caratteriale fra elfi e nani. Nonostante l'aspetto duro e scontroso, Ghim è un alleato fedele ed insostituibile nei confronti dei suoi compagni di avventura ed in particolar modo del giovane Parn che aiuterà spesso negli allenamenti. Ostinato, silenzioso e determinato, Ghim è profondamente riconoscente nei confronti di Neese, che lo salvò da un incidente in miniera, e per tale ragione è uno dei principali promotori del recupero di Lelia, figlia di Neese. Alla fine riuscirà a liberare Lelia ma morirà nella guerra contro Karla.

## Doppiatori
In Record of Lodoss War, Ghim è doppiato in giapponese da Yoshisada Sakaguchi, in inglese da Greg Wolfe, in italiano da Maurizio Scattorin, in francese da Gérard Boucaron, in Spagnolo da Juan Comellas ed in tedesco da Norbert Gastell.